# Miki Kanie
Miki Kanie (4 de dezembro de 1988, Gifu) é uma arqueira japonesa, medalhista olímpica.

## Olimpíadas
Obteve uma medalha de bronze por equipes nos Jogos Olímpicos de Verão de 2012, mas ficou apenas em 9º lugar no individual .